# Sou Benfica

Ver: Todos os EP's

Sou Benfica é um extended play (EP) de inéditos da banda portuguesa de rock UHF. Editado em 18 de agosto de 1999 pela AM.RA Discos.[carece de fontes?]
A canção "Sou Benfica" foi uma prenda que António Manuel Ribeiro quis dar ao pai no seu último ano de vida. Tornou-se o novo hino da modernidade do clube da Luz. Uma canção positiva, que não hostiliza os opositores nem promove a guerra no futebol. A canção "Águias de Fogo", recorda os nomes e os lances de alguns dos jogadores notáveis que encheram de movimento e alegria os relvados com a camisola do Benfica.
Trata-se do primeiro trabalho da banda dedicado ao Sport Lisboa e Benfica. Os textos das canções de António Manuel Ribeiro propõem a exaltação do melhor que o futebol nos pode dar: alegria, amizade, cumplicidade, celebração e ambiente familiar; Para o mentor da banda: "Por que o futebol não é um combate primário entre a vida e a morte, apesar das ameaças".

## Lista de faixas
O extended play (EP) é composto por duas faixas em versão padrão e por três versões desses temas. António Manuel Ribeiro é compositor em todas elas.
| EP             |                                 |                    |         |  |
| N.º            | Título                          | Compositor(es)     | Duração |  |
| 1.             | "Sou Benfica"                   | António M. Ribeiro | 3:06    |  |
| 2.             | "Águias de Fogo"                | António M. Ribeiro | 3:54    |  |
| 3.             | "Sou Benfica" (versão estádio)  | António M. Ribeiro | 3:06    |  |
| 4.             | "Sou Benfica" (instrumental)    | António M. Ribeiro | 3:06    |  |
| 5.             | "Águias de Fogo" (instrumental) | António M. Ribeiro | 3:39    |  |
| Duração total: | Duração total:                  | Duração total:     | 16:11   |  |

## Membros da banda
- António Manuel Ribeiro (vocal e guitarra)
- António Côrte-Real (guitarra)
- David Rossi (baixo e vocal de apoio)
- Marco Costa Cessário (bateria)
- Jorge Manuel Costa (teclas)